# Pleurogonium kyushuense
Pleurogonium kyushuense är en kräftdjursart som beskrevs av Michitaka Shimomura 2009. Pleurogonium kyushuense ingår i släktet Pleurogonium och familjen Paramunnidae.
Artens utbredningsområde är Filippinska sjön. Inga underarter finns listade i Catalogue of Life.